# 南緯34度線
南緯34度線（なんい34どせん）は、地球の赤道面より南に地理緯度にして34度の角度を成す緯線。大西洋、南アフリカ共和国、インド洋、オーストララシア、太平洋、南アメリカを通過する。　
この緯度の下では、夏至点時の可照時間は14時間25分であり、冬至点時の可照時間は9時間53分である。

## 通過する地域一覧
南緯34度線は、本初子午線から東に向かって以下の場所を通っている。
| 地理座標                                               | 国土・領土・領海 | 備考                                                                          |
| ------------------------------------------------------ | ---------------- | ----------------------------------------------------------------------------- |
| 南緯34度0分 東経0度0分 / 南緯34.000度 東経0.000度      | 大西洋           |                                                                               |
| 南緯34度0分 東経18度20分 / 南緯34.000度 東経18.333度   | 南アフリカ共和国 | 西ケープ州 - ケープタウン市を貫通。 東ケープ州                                |
| 南緯34度0分 東経25度41分 / 南緯34.000度 東経25.683度   | インド洋         |                                                                               |
| 南緯34度0分 東経115度0分 / 南緯34.000度 東経115.000度  | オーストラリア   | 西オーストラリア州                                                            |
| 南緯34度0分 東経119度48分 / 南緯34.000度 東経119.800度 | インド洋         |                                                                               |
| 南緯34度0分 東経122度6分 / 南緯34.000度 東経122.100度  | オーストラリア   | 西オーストラリア州 - グランドナショナルパーク岬                               |
| 南緯34度0分 東経122度17分 / 南緯34.000度 東経122.283度 | インド洋         |                                                                               |
| 南緯34度0分 東経123度10分 / 南緯34.000度 東経123.167度 | オーストラリア   | 西オーストラリア州 - アシッドナショナルパーク岬                               |
| 南緯34度0分 東経123度13分 / 南緯34.000度 東経123.217度 | インド洋         | グレートオーストラリア湾                                                      |
| 南緯34度0分 東経135度15分 / 南緯34.000度 東経135.250度 | オーストラリア   | 南オーストラリア州 - エアー半島                                               |
| 南緯34度0分 東経136度29分 / 南緯34.000度 東経136.483度 | スペンサー湾     |                                                                               |
| 南緯34度0分 東経137度32分 / 南緯34.000度 東経137.533度 | オーストラリア   | 南オーストラリア州 ニューサウスウェールズ州 - シドニー市の南を通過。          |
| 南緯34度0分 東経151度15分 / 南緯34.000度 東経151.250度 | 太平洋           | スリーキングズ諸島（ ニュージーランド） · アレハンドロ・セルカーク島（ チリ） |
| 南緯34度0分 西経71度54分 / 南緯34.000度 西経71.900度   | チリ             |                                                                               |
| 南緯34度0分 西経69度51分 / 南緯34.000度 西経69.850度   | アルゼンチン     |                                                                               |
| 南緯34度0分 西経58度22分 / 南緯34.000度 西経58.367度   | ウルグアイ       |                                                                               |
| 南緯34度0分 西経53度31分 / 南緯34.000度 西経53.517度   | 大西洋           |                                                                               |